# Campeonato Mundial de Voleibol Feminino Sub-23 de 2015

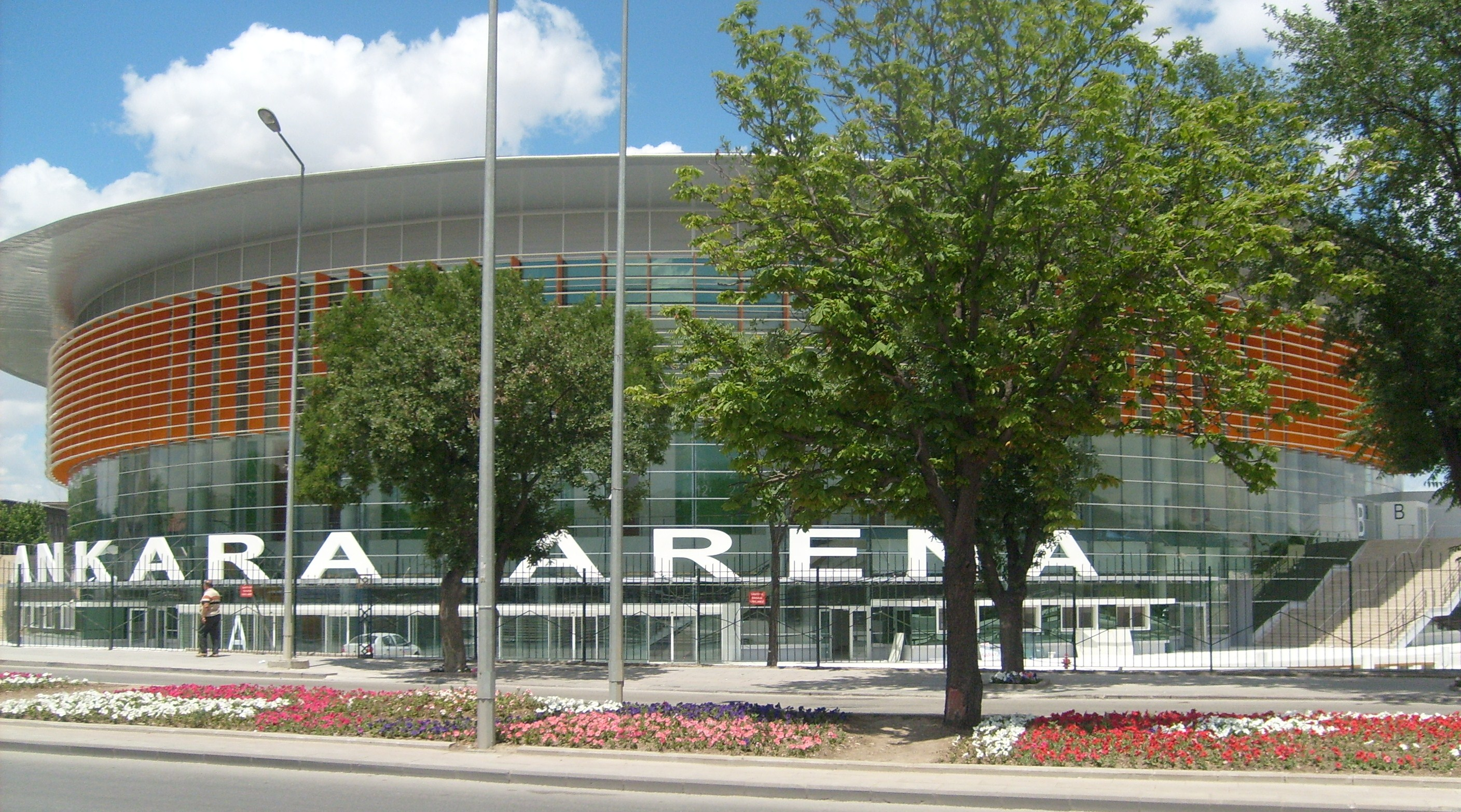
Ankara Arena

O  Campeonato Mundial de Voleibol Feminino Sub-23 de 2015  foi a segunda edição da competição que reuniu doze  seleções mundiais na disputa pelo título na categoria Sub-23. Esta competição foi organizada pela FIVB no período de 12 a 19 de agosto em Ankara, Turquia, as partidas foram disputadas no Ankara Arena  e no Başkent Volleyball Hall .A Seleção Brasileira conquistou o título inédito e vice-campeonato foi obtido pela Seleção Turca e levantadora brasileira  Juma Silva recebeu o prêmio de Melhor Jogadora da competição e também de Melhor Levantadora.

## Formato de disputa
As doze seleções foram dispostas em dois grupos de seis equipes e enfrentaram-se entre si em seus respectivos grupos em turno único, conforme sorteio da entidade organizadora. As duas primeiras colocadas de cada grupo se classificaram para a fase semifinal, e enfrentaram-se em cruzamento olímpico. As terceiras e quartas colocadas de cada grupo participaram da disputa do 5º ao 8º lugares. Os times vencedores das semifinais qualificaram-se para partida final, que definiu o campeão; já as equipes derrotadas nas semifinais decidiram a terceira posição.
Para a classificação dentro dos grupos na primeira fase, o placar de 3-0 ou 3-1 garantiu três pontos para a equipe vencedora e nenhum para a equipe derrotada; já o placar de 3-2 garantiu dois pontos para a equipe vencedora e um para a perdedora.

## Seleções participantes
As seleções classificadas para o Campeonato Mundial Sub-23 de 2015 foram:
| Equipe               | Qualificação                                            |
| -------------------- | ------------------------------------------------------- |
| Turquia              | Representante do País-Sede                              |
| Brasil               | Campeão do Campeonato Sul-Americano Sub-22 de 2014      |
| Bulgária             | Nomeação ranking Sub-19 da CEV                          |
| China                | Campeão do Campeonato Asiático Sub-23 de 2015           |
| Colômbia             | Vice-campeão do Campeonato Sul-Americano Sub-22 de 2014 |
| Cuba                 | Terceiro lugar da Copa Pan-Americana Sub-23 de 2014     |
| República Dominicana | Campeão da Copa Pan-Americana Sub-23 de 2014            |
| Egito                | Campeão do Campeonato Africano Sub-22 de 2014           |
| Itália               | Nomeação ranking Sub-19 da CEV                          |
| Japão                | Nomeação ranking mundial Sub-20 da FIVB                 |
| Peru                 | Nomeação ranking mundial Sub-20 da FIVB                 |
| Tailândia            | Vice-campeão do Campeonato Asiático Sub-23 de 2015      |

## Primeira fase

### Grupo A
Classificação
- Local 1: Başkent Volleyball Hall-Ankara

|     |          |     | Jogos | Jogos | Jogos | Resultados | Resultados | Resultados | Resultados | Resultados | Resultados | Sets | Sets | Sets  | Pontos | Pontos | Pontos |
| Pos | Equipe   | Pts | T     | V     | D     | 3–0        | 3–1        | 3–2        | 2–3        | 1–3        | 0–3        | V    | P    | R     | V      | P      | R      |
| --- | -------- | --- | ----- | ----- | ----- | ---------- | ---------- | ---------- | ---------- | ---------- | ---------- | ---- | ---- | ----- | ------ | ------ | ------ |
| 1   | Turquia  | 14  | 5     | 5     | 0     | 3          | 1          | 1          | 0          | 0          | 0          | 15   | 3    | 5,000 | 429    | 318    | 1.349  |
| 2   | Brasil   | 12  | 5     | 4     | 1     | 3          | 1          | 0          | 0          | 0          | 1          | 12   | 4    | 3,000 | 373    | 300    | 1.243  |
| 3   | Itália   | 8   | 5     | 3     | 2     | 2          | 0          | 1          | 0          | 2          | 0          | 11   | 8    | 1.375 | 432    | 417    | 1.036  |
| 4   | Bulgária | 7   | 5     | 2     | 3     | 2          | 0          | 0          | 1          | 0          | 2          | 8    | 9    | 0.889 | 370    | 378    | 0.979  |
| 5   | Colômbia | 3   | 5     | 1     | 4     | 1          | 0          | 0          | 0          | 0          | 4          | 3    | 12   | 0.250 | 306    | 363    | 0.843  |
| 6   | Egito    | 1   | 5     | 0     | 5     | 0          | 0          | 0          | 1          | 0          | 4          | 2    | 15   | 0.133 | 276    | 410    | 0.673  |

| Data   | Hora  |             | Placar |          | Set 1 | Set 2 | Set 3 | Set 4 | Set 5 | Total   | Relatório |
| ------ | ----- | ----------- | ------ | -------- | ----- | ----- | ----- | ----- | ----- | ------- | --------- |
| 12 ago | 14:00 | 'Brasil '   | 3–0    | Colômbia | 25–15 | 25–15 | 25–18 |       |       | 75–48   | 75–48     |
| 12 ago | 16:30 | 'Itália '   | 3–0    | Bulgária | 25–23 | 25–20 | 25–19 |       |       | 75–62   | 75–62     |
| 12 ago | 19:00 | 'Turquia '  | 3–0    | Egito    | 25–10 | 25–17 | 25–13 |       |       | 75–40   | 75–40     |
| 13 ago | 14:00 | 'Bulgária ' | 3–0    | Colômbia | 25–22 | 25–17 | 30–28 |       |       | 80–67   | 80–67     |
| 13 ago | 16:30 | 'Brasil '   | 3–0    | Egito    | 25–6  | 25–15 | 25–11 |       |       | 75–32   | 75–32     |
| 13 ago | 19:00 | 'Turquia '  | 3–1    | Itália   | 25–15 | 22–25 | 25–18 | 25–22 |       | 97–80   | 97–80     |
| 14 ago | 14:00 | 'Itália '   | 3–0    | Colômbia | 25–19 | 26–24 | 25–21 |       |       | 76–64   | 76–64     |
| 14 ago | 16:30 | 'Bulgária ' | 3–0    | Egito    | 25–16 | 25–18 | 25–15 |       |       | 75–49   | 75–49     |
| 14 ago | 19:00 | 'Turquia '  | 3–0    | Brasil   | 25–18 | 25–15 | 25–14 |       |       | 75–47   | 75–47     |
| 15 ago | 14:00 | 'Colômbia ' | 3–0    | Egito    | 25–14 | 25–19 | 26–24 |       |       | 76–57   | 76–57     |
| 15 ago | 16:30 | 'Brasil '   | 3–1    | Itália   | 30–28 | 16–25 | 25–19 | 25–20 |       | 96–92   | 96–92     |
| 15 ago | 19:00 | 'Turquia '  | 3–2    | Bulgária | 25–20 | 25–22 | 23–25 | 19–25 | 15–8  | 107–100 | 107–100   |
| 17 ago | 14:00 | 'Itália '   | 3–2    | Egito    | 22–25 | 22–25 | 25–21 | 25–15 | 15–12 | 109–98  | 109–98    |
| 17 ago | 16:30 | 'Brasil '   | 3–0    | Bulgária | 25–17 | 25–8  | 30–28 |       |       | 80–53   | 80–53     |
| 17 ago | 19:00 | 'Turquia '  | 3–0    | Colômbia | 25–21 | 25–13 | 25–17 |       |       | 75–51   | 75–51     |

### Grupo B
Classificação
- Local 2: Ankara Arena-Ankara

|     |                      |     | Jogos | Jogos | Jogos | Resultados | Resultados | Resultados | Resultados | Resultados | Resultados | Sets | Sets | Sets  | Pontos | Pontos | Pontos |
| Pos | Equipe               | Pts | T     | V     | D     | 3–0        | 3–1        | 3–2        | 2–3        | 1–3        | 0–3        | V    | P    | R     | V      | P      | R      |
| --- | -------------------- | --- | ----- | ----- | ----- | ---------- | ---------- | ---------- | ---------- | ---------- | ---------- | ---- | ---- | ----- | ------ | ------ | ------ |
| 1   | República Dominicana | 12  | 5     | 4     | 1     | 3          | 1          | 0          | 0          | 1          | 0          | 13   | 4    | 3.250 | 405    | 324    | 1.250  |
| 2   | Japão                | 12  | 5     | 4     | 1     | 3          | 1          | 0          | 0          | 1          | 0          | 13   | 4    | 3.250 | 404    | 339    | 1.192  |
| 3   | China                | 12  | 5     | 4     | 1     | 1          | 3          | 0          | 0          | 0          | 1          | 12   | 6    | 2,000 | 428    | 354    | 1.209  |
| 4   | Tailândia            | 6   | 5     | 2     | 3     | 1          | 1          | 0          | 0          | 1          | 2          | 7    | 10   | 0.700 | 380    | 402    | 0.945  |
| 5   | Peru                 | 3   | 5     | 1     | 4     | 1          | 0          | 0          | 0          | 3          | 1          | 6    | 12   | 0.500 | 372    | 407    | 0.914  |
| 6   | Cuba                 | 0   | 5     | 0     | 5     | 0          | 0          | 0          | 0          | 0          | 5          | 0    | 15   | 0,000 | 217    | 380    | 0.571  |

| Data   | Hora  |                         | Placar |                         | Set 1 | Set 2 | Set 3 | Set 4 | Set 5 | Total  | Relatório |
| ------ | ----- | ----------------------- | ------ | ----------------------- | ----- | ----- | ----- | ----- | ----- | ------ | --------- |
| 12 ago | 14:00 | 'China '                | 3–1    | Tailândia               | 25–27 | 25–19 | 25–21 | 25–23 |       | 100–90 | 100–90    |
| 12 ago | 16:30 | 'República Dominicana ' | 3–1    | Peru                    | 25–21 | 25–17 | 23–25 | 25–17 |       | 98–80  | 98–80     |
| 12 ago | 19:00 | 'Japão '                | 3–0    | Cuba                    | 25–16 | 25–10 | 25–20 |       |       | 75–46  | 75–46     |
| 13 ago | 14:00 | Peru                    | 1–3    | ' Tailândia'            | 25–21 | 17–25 | 22–25 | 21–25 |       | 85–96  | 85–96     |
| 13 ago | 16:30 | 'República Dominicana ' | 3–0    | Cuba                    | 25–19 | 25–13 | 25–9  |       |       | 75–41  | 75–41     |
| 13 ago | 19:00 | 'China '                | 3–1    | Japão                   | 23–25 | 25–16 | 25–22 | 27–25 |       | 100–88 | 100–88    |
| 14 ago | 14:00 | 'Japão '                | 3–0    | Tailândia               | 25–20 | 25–23 | 25–15 |       |       | 75–58  | 75–58     |
| 14 ago | 16:30 | 'Peru '                 | 3–0    | Cuba                    | 25–9  | 25–10 | 25–22 |       |       | 75–41  | 75–41     |
| 14 ago | 19:00 | China                   | 0–3    | ' República Dominicana' | 19–25 | 19–25 | 18–25 |       |       | 56–75  | 56–75     |
| 15 ago | 14:00 | Cuba                    | 0–3    | ' Tailândia'            | 17–25 | 28–30 | 22–25 |       |       | 67–80  | 67–80     |
| 15 ago | 16:30 | 'China '                | 3–1    | Peru                    | 22–25 | 25–20 | 25–18 | 25–16 |       | 97–79  | 97–79     |
| 15 ago | 19:00 | 'Japão '                | 3–1    | República Dominicana    | 25–20 | 25–18 | 16–25 | 25–19 |       | 91–82  | 91–82     |
| 17 ago | 14:00 | 'República Dominicana ' | 3–0    | Tailândia               | 25–22 | 25–21 | 25–13 |       |       | 75–56  | 75–56     |
| 17 ago | 16:30 | 'Japão '                | 3–0    | Peru                    | 25–18 | 25–20 | 25–15 |       |       | 75–53  | 75–53     |
| 17 ago | 19:00 | 'China '                | 3–0    | Cuba                    | 25–6  | 25–8  | 25–8  |       |       | 75–22  | 75–22     |

## Fase final

### Classificação  5º ao 8º lugares
| Data   | Hora  |           | Placar |           | Set 1 | Set 2 | Set 3 | Set 4 | Set 5 | Total | Relatório |
| ------ | ----- | --------- | ------ | --------- | ----- | ----- | ----- | ----- | ----- | ----- | --------- |
| 18 ago | 11:00 | 'Itália ' | 3–0    | Tailândia | 25–23 | 27–25 | 28–26 |       |       | 80–74 | 80–74     |
| 18 ago | 13:30 | 'China '  | 3–1    | Bulgária  | 22–25 | 25–21 | 25–20 | 25–19 |       | 97–85 | 97–85     |

### Semifinais
| Data   | Hora  |                      | Placar |           | Set 1 | Set 2 | Set 3 | Set 4 | Set 5 | Total  | Relatório |
| ------ | ----- | -------------------- | ------ | --------- | ----- | ----- | ----- | ----- | ----- | ------ | --------- |
| 18 ago | 16:00 | República Dominicana | 2–3    | ' Brasil' | 25–19 | 21–25 | 25–15 | 22–25 | 9–15  | 102–99 | 102–99    |
| 18 ago | 18:30 | 'Turquia '           | 3–1    | Japão     | 25–20 | 25–12 | 24–26 | 25–22 |       | 99–80  | 99–80     |

### Sétimo lugar
| Data   | Hora  |           | Placar |             | Set 1 | Set 2 | Set 3 | Set 4 | Set 5 | Total  | Relatório |
| ------ | ----- | --------- | ------ | ----------- | ----- | ----- | ----- | ----- | ----- | ------ | --------- |
| 19 ago | 11:00 | Tailândia | 2–3    | ' Bulgária' | 21–25 | 25–21 | 25–17 | 12–25 | 8–15  | 91–103 | 91–103    |

### Quinto lugar
| Data   | Hora  |        | Placar |          | Set 1 | Set 2 | Set 3 | Set 4 | Set 5 | Total | Relatório |
| ------ | ----- | ------ | ------ | -------- | ----- | ----- | ----- | ----- | ----- | ----- | --------- |
| 19 ago | 13:30 | Itália | 0–3    | ' China' | 21–25 | 20–25 | 25–27 |       |       | 66–77 | 66–77     |

### Terceiro lugar
| Data   | Hora  |       | Placar |                      | Set 1 | Set 2 | Set 3 | Set 4 | Set 5 | Total  | Relatório |
| ------ | ----- | ----- | ------ | -------------------- | ----- | ----- | ----- | ----- | ----- | ------ | --------- |
| 19 ago | 16:00 | Japão | 2–3    | República Dominicana | 25–21 | 25–17 | 21–25 | 16–25 | 11–15 | 98–103 | P2P3      |

### Final
| Data   | Hora  |         | Placar |        | Set 1 | Set 2 | Set 3 | Set 4 | Set 5 | Total | Relatório |
| ------ | ----- | ------- | ------ | ------ | ----- | ----- | ----- | ----- | ----- | ----- | --------- |
| 19 ago | 18:30 | Turquia | 1–3    | Brasil | 21–25 | 25–21 | 19–25 | 22–25 |       | 87–96 | P2P3      |